# 二本木口停留場
二本木口停留場（にほんぎぐちていりゅうじょう）は熊本県熊本市西区春日二丁目にある熊本市交通局田崎線の電停。停留所番号は2。
A系統が停車する。

## 歴史

### 年表
- 1959年（昭和34年）12月24日：開業。
- 2010年（平成22年）4月26日：サイドリザベーション化のため移設。
- 2024年（令和6年）7月26日：田崎橋電停 - 二本木口電停間のポイント付近で電車が脱線する事故が発生[2]。同年7月28日まで二本木口を発着する電車が運休となった[3]。

### 停留場名の由来
坪井川を挟んで東側の地名である二本木にちなむ。停留所所在地は春日であるがかつては遊廓として栄え現在はビジネスホテルが立ち並んでいる二本木の名称が有名であったため。

## 停留場構造

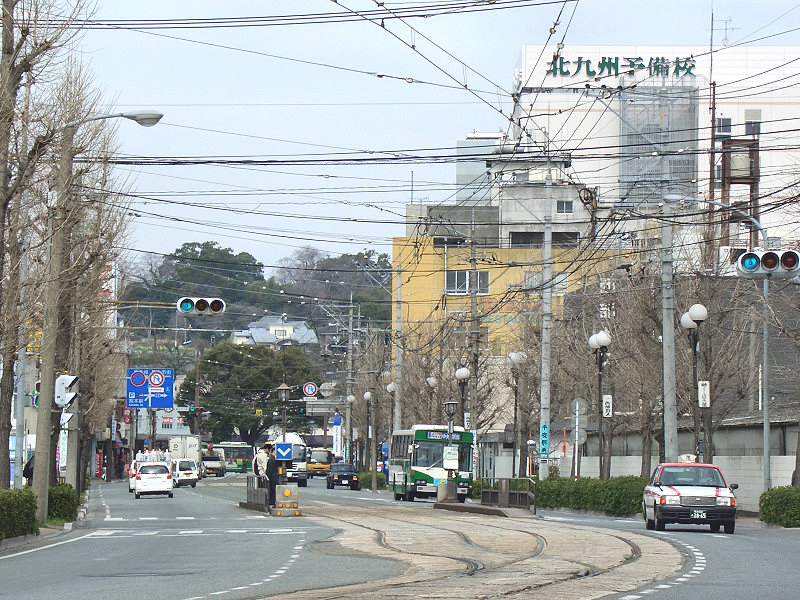
旧電停（2006年8月）

相対式ホーム2面2線を有する。歩道より直接アクセスする。
| のりば | 路線   | 方向 | 行先                                   | 備考                                             |
| ------ | ------ | ---- | -------------------------------------- | ------------------------------------------------ |
| 東側   | ■A系統 | 上り | 田崎橋ゆき                             |                                                  |
| 西側   | ■A系統 | 下り | 辛島町・通町筋・水前寺公園・健軍町方面 | 上熊本方面は辛島町で■B系統（上熊本線）に乗り換え |

## 利用状況
| 1日乗降人員推移 | 1日乗降人員推移 |
| 年度            | 1日平均人数     |
| --------------- | --------------- |
| 2011年          | 372             |
| 2012年          | 317             |
| 2013年          | 293             |
| 2014年          | 394             |
| 2015年          | 462             |

## 停留場周辺

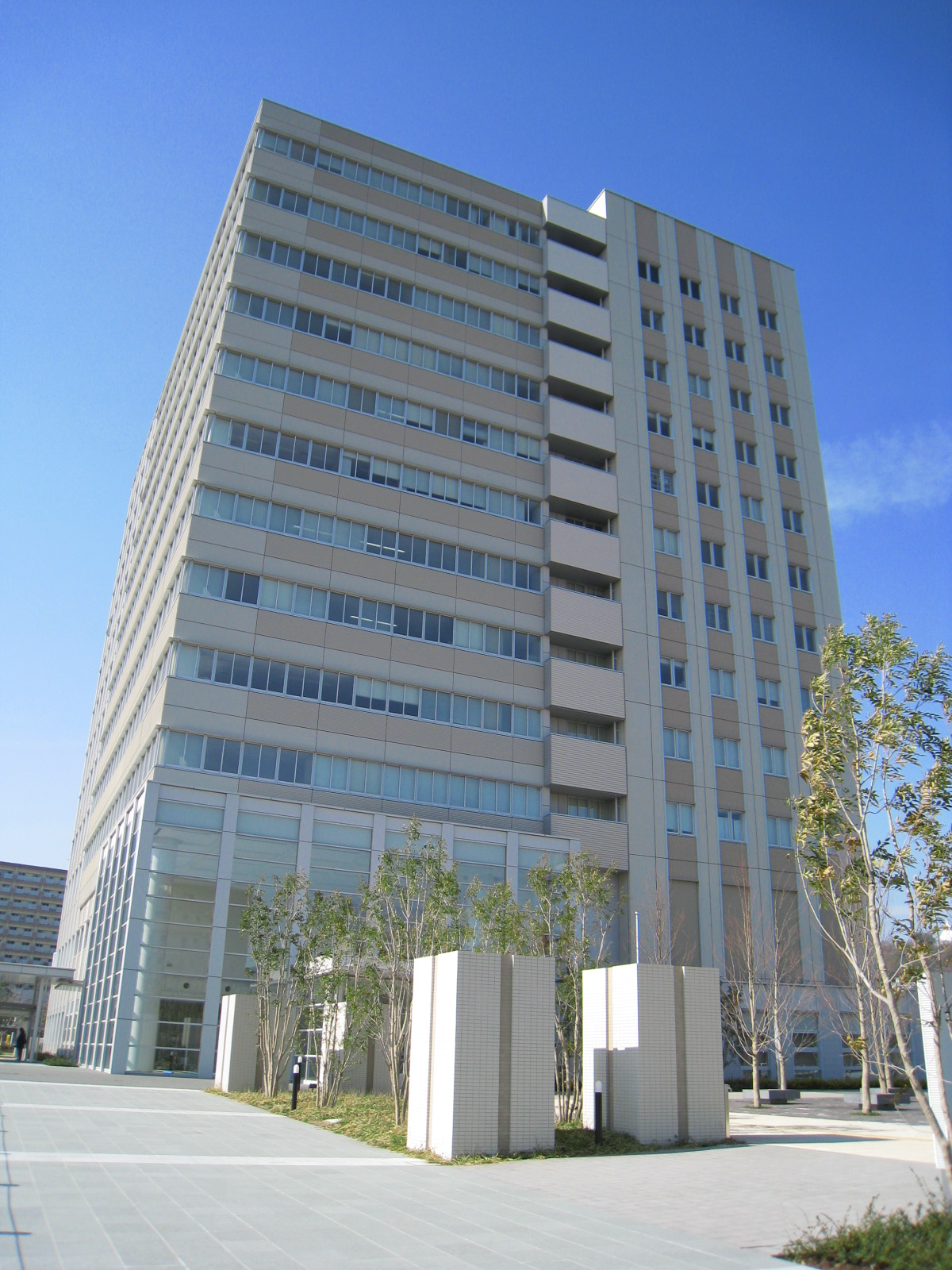
熊本合同庁舎

西側は熊本駅周辺再開発地域、東側は坪井川を挟んでビジネスホテルや住宅の混在する地域である。
- 熊本地方合同庁舎 （九州農政局・九州財務局・九州総合通信局・熊本労働局・熊本地方気象台などが入居）
- 熊本朝日放送（2005年10月1日熊本市花畑町から移転）
- 西部ガス（西部瓦斯）熊本支社（2008年9月、熊本市萩原町の同社熊本工場敷地内へ移転）
- 黒亭 - 1957年創業の熊本ラーメンの有名店。

## バス路線
当停留場から最寄りのバス停留所は二本木口バス停だが、徒歩で熊本駅白川口のバス乗り場で高速バス・特急バスなどのより多くの路線を利用できる。当項目では同名称の二本木口バス停発着表記とする。
| 運行事業者                           | 系統           | 行先 | 備考                                                                                                  |
| ------------------------------------ | -------------- | --- | --- |
| 熊本駅・桜町BT・大学病院方面         |                | | |
| 産交バス                             | 熊本空港直行便 | 阿蘇くまもと空港                                                                                             | 毎日19時28発の運行便のみ 熊本駅・熊本市街（桜町BT・通町筋）に通らず、二本木口の次の停留所は自衛隊前。 |
| 産交バス                             | A1-1           | 富尾団地（桜町BT、京町本丁経由）                                                                             | |
| 産交バス                             | A2-1           | 木留（桜町BT、京町本丁、植木宮の前、田原坂ニュータウン経由）                                                 | |
| 産交バス                             | A3-1           | 鹿南中学校前（桜町BT、京町本丁、植木、舞尾橋経由）                                                           | 本数少。                                                                                              |
| 産交バス                             | A4-1・A4-2     | （A4-1）植木駐車場、（A4-1）小野泉水公園（桜町BT、京町本丁、植木、北区役所前経由）                           | 本数少。 A4-1、植木駐車場行きは平日・土曜運行。                                                       |
| 産交バス                             | A5-1           | 山鹿BC（桜町BT、京町本丁、植木、日置、来民バイパス、山鹿温泉経由）                                           | |
| 産交バス                             | A5-2           | 山鹿BC（桜町BT、京町本丁、植木、日置、方保田、山鹿温泉経由）                                                 | 本数少。                                                                                              |
| 電鉄バス                             | C1-3           | 菊池温泉（桜町BT、通町筋、国道（市立必由館高校前）、北熊本、堀川、御代志経由）                               | |
| 電鉄バス                             | C3-3           | 菊池温泉（桜町BT、通町筋、国道（市立必由館高校前）、北熊本、山室、御代志経由）                               | |
| 電鉄バス                             | C5-4           | 杉並台団地（桜町BT、通町筋、三軒町、北熊本、堀川、新地団地経由）                                             | |
| 電鉄バス                             | C9-4           | 杉並台団地（桜町BT、通町筋、三軒町、北熊本、堀川、清水ヶ丘・楠団地経由）                                     | |
| 産交バス                             | E2-0・E2-1     | （E2-0）竜田口駅前、（E2-1）楠団地（桜町BT、通町筋、子飼橋、熊本大学前経由）                                 | |
| 産交バス                             | F2-1・F2-3     | （F2-1）小山団地、（F2-3）戸島駐車場前（桜町BT、通町筋、子飼橋、託麻原本通り、託麻まちづくりセンター前経由） | F2-3・戸島行きの本数少。                                                                              |
| 産交バス                             | G2-1           | 小山団地（桜町BT、通町筋、熊本整形外科病院前、託麻原本通り、託麻まちづくりセンター前経由）                   | 平日夜の2便のみ                                                                                       |
| 産交バス                             | K3-1・K3-3     | （K3-1）沼山津・小楠記念館入口、（K3-3）木山産交（桜町BT、通町筋、県庁、自衛隊前、健軍四ッ角経由）           | |
| 産交バス                             | K3-2           | 沼山津・小楠記念館入口（桜町BT、通町筋、県庁、自衛隊前、熊本市民病院、健軍四ッ角経由）                       | 平日・土曜運行。                                                                                      |
| 産交バス                             | L6-3           | 木山産交（桜町BT、通町筋、熊商前・健軍電停経由）                                                             | 本数少、平日・土曜運行。                                                                              |
| 都市バス                             | O3-0・O3-1     | 中央環状線（熊本駅・大学病院構内・大江渡鹿方面）                                                             | 本数少、平日・土曜運行。 O3-1は熊本駅止まり便。                                                       |
| 都市バス                             | S3-1           | 桜町BT | 本数少、平日・土曜運行。                                                                              |
| 産交バス                             | S3-2・T2系統   | 桜町BT | |
| 産交バス                             | S4-9           | 水道町（桜町BT、通町筋経由）                                                                                 | |
| 南熊本・蓮台寺・薄場町・田崎市場方面 |                | | |
| 産交バス                             | A系統          | 田崎橋 | |
| 電鉄バス                             | C系統          | 蓮台寺入口                                                                                                   | |
| 都市バス                             | O4-0・O4-1     | 中央環状線（南熊本駅・味噌天神前・県立劇場前方面）                                                           | 本数少、平日・土曜運行。 O4-1は県立劇場前止まり便。                                                   |
| 産交バス                             | S3-0           | 西部車庫（蓮台寺経由）                                                                                       | |
| 都市バス                             | S3-1           | 済生会病院（蓮台寺、流通団地方面）                                                                           | 本数少、平日・土曜運行。                                                                              |
| 産交バス                             | S3-2           | 熊本港（蓮台寺、西区役所経由）                                                                               | |
| 産交バス                             | S4-1           | アクアドーム（薄場町、野口町経由）                                                                           | 平日・土曜運行、本数少。                                                                              |
| 産交バス                             | S4-2・S4-3     | （S4-2）五丁、（S4-3）川口（薄場町、野口町、並建経由）                                                       | |
| 産交バス                             | S4-9           | JA薄場町（薄場町、白藤町経由）                                                                               | |
| 産交バス                             | T1-1・T1-2     | （T1-1）小島産交、（T1-2）五丁（田崎市場、上高橋経由）                                                       | |
| 産交バス                             | T2-1           | 小島産交（田崎市場、上高橋、西高前経由）                                                                     | 平日7時台2便のみ。                                                                                    |
| 産交バス                             | T2-2・T2-3     | （T2-2）小天温泉、（T2-3）天水支所（田崎市場、上高橋、西区役所、小島産交、河内農協前経由）                   | T2-3・天水支所行きの本数少（16時台から19時台の4便のみ）。                                             |

- 上記の発着便の他に（産交バスが運行する）熊本駅直行便の降車限定便がある。

熊本駅直行便 - 「渡鹿四丁目」発（平日7時台に2便到着）、「東野中学西口」発（平日7時台と8時台に1便ずつ到着）、「阿蘇くまもと空港」発（毎日7時台に1便到着、西部車庫行き）

## 隣の停留場
熊本市交通局
■A系統（田崎線）
田崎橋電停 (1) - 二本木口電停 (2) - 熊本駅前電停 (3)